# Pfarrhaus (Deisenhofen)

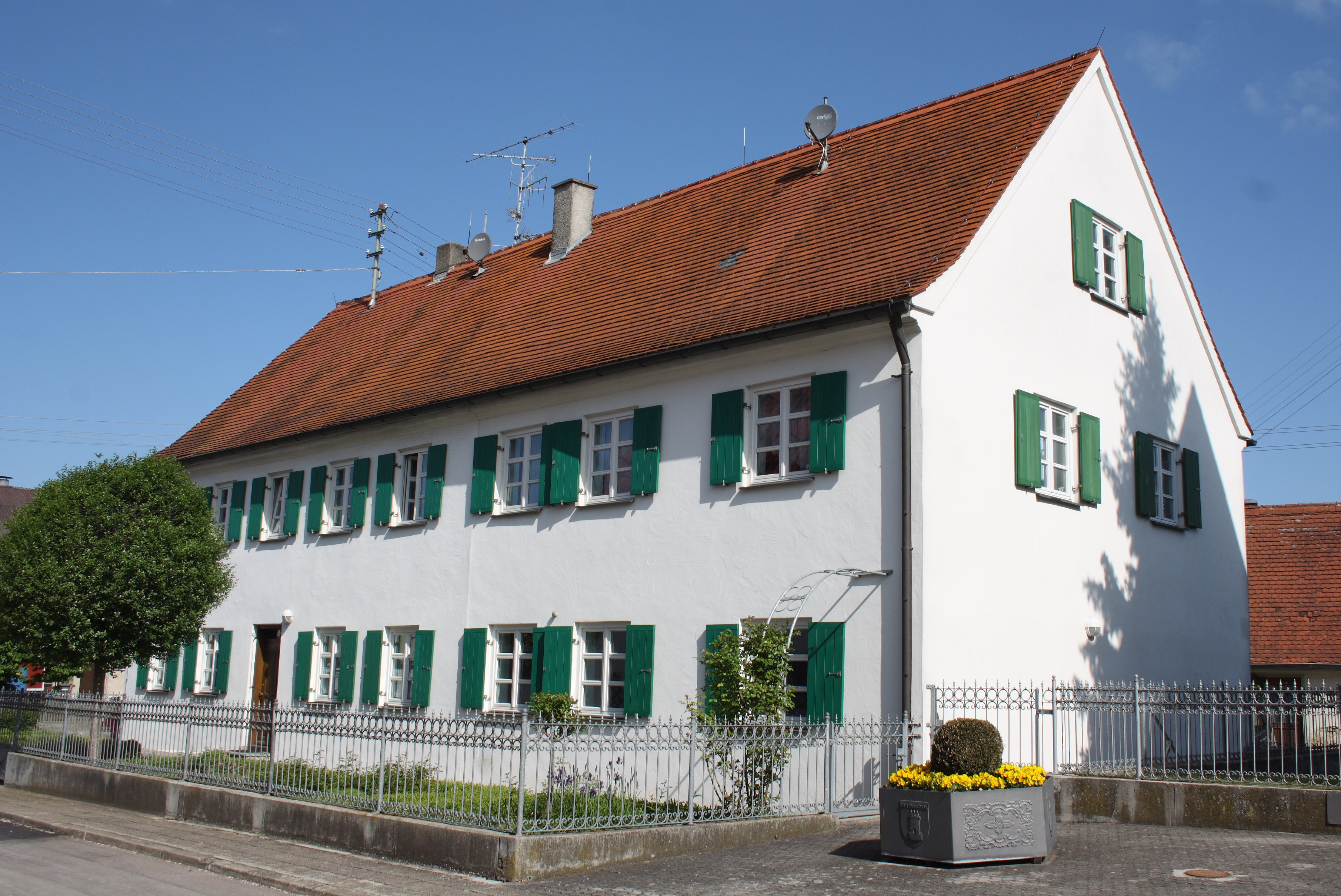
Ehemaliges Pfarrhaus in Deisenhofen

Das Pfarrhaus in Deisenhofen, einem Stadtteil von Höchstädt an der Donau im Landkreis Dillingen an der Donau im bayerischen Regierungsbezirk Schwaben, wurde um 1761 errichtet. Das ehemalige Pfarrhaus am Kirchplatz 2 ist ein geschütztes Baudenkmal.
Der zweigeschossige Satteldachbau entstand im Kern um 1761. Er wurde Anfang des 19. Jahrhunderts überarbeitet. Der langgezogene Bau mit acht Fensterachsen an der Traufseite ist schmucklos ausgeführt.